# 居滕巴赫 (奥地利)
居滕巴赫（德語：Güttenbach）是奥地利布尔根兰州居辛县的一个市镇。总面积15.9平方公里，总人口1026人，人口密度64.5人/平方公里（2001年）。